# Johann Moritz von Heßler
Johann Moritz von Heßler (* 21. November 1677; † 4. März 1741) war königlich-polnischer und kurfürstlich-sächsischer Geheimer Rat, Erbmarschallamtsverweser und Vizeobersteuerdirektor. Er wurde als Exzellenz angesprochen und war Besitzer des Rittergutes Vitzenburg. Damit war er auch Gerichtsherr über die Dörfer Liederstädt, Pretitz, Gölbitz und Kleinwangen.
Er stammte aus der Klosterhäseler-Linie der Familie von Heßler und war der Sohn des kursächsischen Kriegskommissars und Inspektors der Landesschule Pforta Georg Friedrich von Heßler zu Vitzenburg und der Ursula Elisabeth von Schönberg (1658–1721).
Wie Heinrich von Brühl, mit dem er bis zum Lebensende in freundschaftlichem Kontakt stand, begann er seine Karriere als Kammerjunker am sächsischen Hof in Dresden. August der Starke erkannte seine Geschicklichkeit und ernannte ihm nach dem Tod des Generalleutnants von Benckendorff 1731 zum kursächsischen Erbmarschallamtsverweser. Noch im Oktober des gleichen Jahres erhielt er einen Platz im kursächsischen Landtag und vertrat dort die Obersteuereinnahme. Am 17. Februar erfolgte dann seine Ernennung zum Geheimen Rat.
Nachdem sein Bruder Georg Heinrich von Heßler während einer Kur im böhmischen Karlsbad verstorben und in Johanngeorgenstadt begraben worden war, wurde er Alleinbesitzer des Rittergutes Vitzenburg. Weitere Brüder waren Hauptmann Georg Rudolph von Heßler, Leutnant Johann (Hans) Georg von Heßler und als ältester Bruder Christoph Moritz von Heßler († 2. April 1726).
Am 8. September 1716 schloss er mit seinen Brüdern und Vettern einen Erbvergleich. 1722 nahm er als Vertreter des Engeren Ausschusses am Sächsischen Landtag in Dresden teil.
Er heiratete am 6. November 1708 in erster Ehe Sophia Elisabeth von Breitenbauch aus St. Ulrich, die am 9. April 1712 starb. Am 28. März 1714 schloss er mit Henrietta Margaretha von Zaschwitz aus dem Hause Siegelsdorf in Naumburg (Saale) eine neue Ehe. Seine zweite Frau überlebte ihn um einige Jahre. Aus der Ehe ging u. a. der Sohn Friedrich Moritz von Heßler hervor, der beim Tod seines Vaters 1741 noch unmündig war. Der kursächsische Regimentskommandeur George Christoph von Heßler war ein weiterer Sohn von ihm. Seine Tochter Friederica Sophia heiratete den späteren Generalmajor Friedrich von Berlepsch (1708–1762) auf Buhla.
An der Rentei auf Schloss Vitzenburg befinden sich heute über der Tür und über zwei Fenstern zwei Wappenkartuschen mit rocailleförmigen Allianzwappen, eines davon stammt von Johann Moritz von Heßler und der Henriette Margaretha von Zaschwitz und trägt keine Jahresangabe.